# Баскетболист года конференции Western Athletic
Баскетболист года конференции Western Athletic (англ. Western Athletic Conference Men's Basketball Player of the Year) — ежегодная баскетбольная награда, вручаемая по результатам голосования лучшему баскетболисту среди студентов конференции Western Athletic, входящей в 1-й дивизион NCAA. Голосование проводится среди главных тренеров команд, входящих в конференцию, причём свои голоса тренеры подают по окончании регулярного чемпионата, но перед стартом турнира плей-офф, то есть в начале марта, однако они не могут голосовать за своих собственных игроков. Награда была учреждена и впервые вручена Дэнни Эйнджу из университета Бригама Янга в сезоне 1980/81 годов.
Конференция официально начала свою деятельность в 1962 году, тогда в неё входило шесть команд, а в 1967 году в неё вошли ещё две команды. С течением времени, при образовании новых университетов, количество команд в конференции увеличилось до шестнадцати (в данный момент их уже восемнадцать). В 2012 году в конференцию были включены сразу семь новых команд, однако пять из них в следующем году её покинули, кроме этого ещё две команды были переведены в другие конференции. В 2013 году конференцию пополнили ещё семь команд, но и покинули её ещё три команды. В 2014 году в другую конференцию была переведена и команда Айдахского университета.
Пять игроков: Майкл Кейдж, Джош Грант, Кит Ван Хорн, Мелвин Эли и Ник Фазекас получали эту награду по несколько раз, причём Ван Хорн и Фазекас получали её по три раза. Три раза обладателями этой премии становились два игрока (1997, 1998 и 1999), а в 1983 году лауреатами почётного трофея стали сразу три баскетболиста, что бывает довольно редко в студенческом баскетболе. Чаще других обладателями данной награды становились баскетболисты университета Юты (7 раз), Невадского университета в Рино (6 раз), университета штата Нью-Мексико (5 раз) и университета Бригама Янга (4 раза).

## Легенда
|           | Сообладатели награды |
| *         | Становились лауреатами Приза Джеймса Нейсмита (1969—) или Приза Джона Вудена (1977—), либо признавались баскетболистом года среди студентов по версии UPI (1955—1996) или Helms Foundation (1905—1979) |
| Игрок (X) | Количество титулов |

## Победители
| Сезон   | Игрок              | Фото | Университет                                         | Позиция                                     | Год обучения | Примечания |
| ------- | ------------------ | ---- | --------------------------------------------------- | ------------------------------------------- | ------------ | ---------- |
| 1980/81 | Дэнни Эйндж*       |      | Университет Бригама Янга                            | Атакующий защитник / Разыгрывающий защитник | Четвёртый    |            |
| 1981/82 | Билл Гарнетт       |      | Вайомингский университет                            | Тяжёлый форвард / Лёгкий форвард            | Четвёртый    |            |
| 1982/83 | Майкл Кейдж        |      | Университет штата Калифорния в Сан-Диего            | Тяжёлый форвард / Центровой                 | Третий       |            |
| 1982/83 | Девин Дюррант      |      | Университет Бригама Янга                            | Лёгкий форвард                              | Третий       |            |
| 1982/83 | Пейс Мэннион       |      | Университет Юты                                     | Лёгкий форвард / Атакующий защитник         | Четвёртый    |            |
| 1983/84 | Майкл Кейдж (2)    |      | Университет штата Калифорния в Сан-Диего            | Тяжёлый форвард / Центровой                 | Четвёртый    |            |
| 1984/85 | Тимо Саарелайнен   |      | Университет Бригама Янга                            | Лёгкий форвард                              | Четвёртый    |            |
| 1985/86 | Энтони Уотсон      |      | Университет штата Калифорния в Сан-Диего            | Лёгкий форвард / Атакующий защитник         | Четвёртый    |            |
| 1986/87 | Феннис Дембо       |      | Вайомингский университет                            | Лёгкий форвард                              | Четвёртый    |            |
| 1987/88 | Майкл Смит         |      | Университет Бригама Янга                            | Тяжёлый форвард / Лёгкий форвард            | Третий       |            |
| 1988/89 | Тим Хардуэй        |      | Техасский университет в Эль-Пасо                    | Разыгрывающий защитник                      | Четвёртый    |            |
| 1989/90 | Майк Митчелл       |      | Университет штата Колорадо                          | Тяжёлый форвард / Лёгкий форвард            | Четвёртый    |            |
| 1990/91 | Джош Грант         |      | Университет Юты                                     | Тяжёлый форвард                             | Третий       |            |
| 1991/92 | Реджи Слэйтер      |      | Вайомингский университет                            | Тяжёлый форвард                             | Четвёртый    |            |
| 1992/93 | Джош Грант (2)     |      | Университет Юты                                     | Тяжёлый форвард                             | Четвёртый    |            |
| 1993/94 | Грег Браун         |      | Университет Нью-Мексико                             | Разыгрывающий защитник                      | Четвёртый    |            |
| 1994/95 | Кит Ван Хорн       |      | Университет Юты                                     | Лёгкий форвард / Тяжёлый форвард            | Второй       |            |
| 1995/96 | Кит Ван Хорн (2)   |      | Университет Юты                                     | Лёгкий форвард / Тяжёлый форвард            | Третий       |            |
| 1996/97 | Энтони Картер      |      | Гавайский университет в Маноа                       | Разыгрывающий защитник / Тяжёлый форвард    | Третий       |            |
| 1996/97 | Кит Ван Хорн (3)   |      | Университет Юты                                     | Лёгкий форвард / Тяжёлый форвард            | Четвёртый    |            |
| 1997/98 | Ли Нэйлон          |      | Техасский христианский университет                  | Лёгкий форвард / Тяжёлый форвард            | Третий       |            |
| 1997/98 | Клейтон Шилдс      |      | Университет Нью-Мексико                             | Лёгкий форвард / Атакующий защитник         | Четвёртый    |            |
| 1998/99 | Андре Миллер       |      | Университет Юты                                     | Разыгрывающий защитник                      | Четвёртый    |            |
| 1998/99 | Джерил Сассер      |      | Южный методистский университет                      | Атакующий защитник                          | Второй       |            |
| 1999/00 | Кортни Александер  |      | Университет штата Калифорния во Фресно              | Разыгрывающий защитник / Атакующий защитник | Четвёртый    |            |
| 2000/01 | Мелвин Эли         |      | Университет штата Калифорния во Фресно              | Центровой / Тяжёлый форвард                 | Третий       |            |
| 2001/02 | Мелвин Эли (2)     |      | Университет штата Калифорния во Фресно              | Центровой / Тяжёлый форвард                 | Четвёртый    |            |
| 2002/03 | Квинтон Росс       |      | Южный методистский университет                      | Атакующий защитник / Лёгкий форвард         | Четвёртый    |            |
| 2003/04 | Кирк Снайдер       |      | Невадский университет в Рино                        | Атакующий защитник / Лёгкий форвард         | Третий       |            |
| 2004/05 | Ник Фазекас        |      | Невадский университет в Рино                        | Тяжёлый форвард / Центровой                 | Второй       | [ 1 ]      |
| 2005/06 | Ник Фазекас (2)    |      | Невадский университет в Рино                        | Тяжёлый форвард / Центровой                 | Третий       | [ 2 ]      |
| 2006/07 | Ник Фазекас (3)    |      | Невадский университет в Рино                        | Тяжёлый форвард / Центровой                 | Четвёртый    | [ 3 ]      |
| 2007/08 | Джейси Кэрролл     |      | Университет штата Юта                               | Атакующий защитник                          | Четвёртый    | [ 4 ]      |
| 2008/09 | Гэри Уилкинсон     |      | Университет штата Юта                               | Тяжёлый форвард                             | Четвёртый    | [ 5 ]      |
| 2009/10 | Люк Бэббитт        |      | Невадский университет в Рино                        | Лёгкий форвард / Тяжёлый форвард            | Второй       | [ 6 ]      |
| 2010/11 | Тэй Уэсли          |      | Университет штата Юта                               | Лёгкий форвард / Тяжёлый форвард            | Четвёртый    | [ 7 ]      |
| 2011/12 | Дионте Бартон      |      | Невадский университет в Рино                        | Разыгрывающий защитник                      | Второй       | [ 8 ]      |
| 2012/13 | Кайл Бэрон         |      | Айдахский университет                               | Центровой                                   | Четвёртый    | [ 9 ]      |
| 2013/14 | Дэниел Маллингс    |      | Университет штата Нью-Мексико                       | Атакующий защитник                          | Третий       | [ 10 ]     |
| 2014/15 | Мартез Харрисон    |      | Университет Миссури в Канзас-Сити                   | Атакующий защитник / Разыгрывающий защитник | Второй       | [ 11 ]     |
| 2015/16 | Паскаль Сиакам     |      | Университет штата Нью-Мексико                       | Тяжёлый форвард                             | Второй       | [ 12 ]     |
| 2016/17 | Иэн Бейкер         |      | Университет штата Нью-Мексико                       | Разыгрывающий защитник                      | Четвёртый    | [ 13 ]     |
| 2017/18 | Джемеррио Джонс    |      | Университет штата Нью-Мексико                       | Тяжёлый форвард                             | Четвёртый    | [ 14 ]     |
| 2018/19 | Джейк Тулсон       |      | Университет долины Юты                              | Атакующий защитник                          | Третий       | [ 15 ]     |
| 2019/20 | Милан Аккуа        |      | Баптистский университет Калифорнии                  | Разыгрывающий защитник / Атакующий защитник | Третий       | [ 16 ]     |
| 2020/21 | Фардос Эймак       |      | Университет долины Юты                              | Центровой                                   | Второй       | [ 17 ]     |
| 2021/22 | Тедди Аллен        |      | Университет штата Нью-Мексико                       | Атакующий защитник / Лёгкий форвард         | Третий       | [ 18 ]     |
| 2022/23 | Кьюа Грант         |      | Государственный Техасский университет Сэма Хьюстона | Разыгрывающий защитник                      | Четвёртый    | [ 19 ]     |
| 2023/24 | Тайон Грант-Фостер |      | Университет большого каньона                        | Атакующий защитник / Лёгкий форвард         | Пятый        | [ 20 ]     |
| 2024/25 | Доминик Нельсон    |      | Университет долины Юты                              | Разыгрывающий защитник                      | Третий       | [ 21 ]     |